# Вирџинијска клека
Вирџинијска клека (Juniperus virginiana L.) је научни назив који је дао Лине и објавио у Species Plantarum 1. маја 1753. У Америци се назива Eastern red Cedar (источни црвени кедар) иако није сродна са кедром, као ни Thuja plicata коју називају западним (western red cedar). Други назив savin, од старофранцуског savine, и од латинског herba Sabīna, је истовремено и назив за уље добијено из гранчица и четина клеке које је раније употребљавано као антиреуматик и абортив; исти назив је и за секцију рода Juniperus (sect. Sabina) са љуспастим четинама, којој вирџинијска клека припада. Код нас се најчешће назива вирџинијска клека (што је превод научног назива) или вирџинијска смрека, а ређе боровица, мирисна боровица или црвени кедар.

## Опис врсте
Дрво 12–30 m висине, са преко 1 m пречника, обично моноподијално, или жбун, старости и до 400 година. Врло варијабилно у хабитусу. Круна у младости већином ускојајаста, доцније често са хоризонталним, раширеним и висећим крајевима грана. Мртва кора фина, влакнаста, љушти се уздужно у кајишеве унутрашња кора браонкастоцрвена (назив у Канади genévrier rouge = црвена клека). Физичку зрелост постиже између 15-20 године.
Младе гранчице су нежне, углавном усправне, понекад олабављене, тање од 1 mm, у почетку четвороугласте и зелене, по опадању четина округле и црвеносмеђе. На младим гранчицама одраслих стабала врло често се јављају игличасте четине. Оне су дуге 5–7 mm, отклоњене, оштро зашиљене, по 2 (ређе по 3 у пршљену). Основа четине се продужава по гранчици. Четине су одозго беле и конкавне, одоздо зелене и конвексне, са бодљивим врхом, стоје према грани под углом од 45°. Љуспасте четине дуге 1–2 mm, преклапају се за више од 1/4 своје дужине, оштро зашиљене, са врхом који није прилегао уз гранчицу, па је она четвороугаона. На леђима љуспастог лишћа се налази елиптична или издужена смона жлездица, без видљивог ексудата; део љуспе између горњег краја жлездице и врха је дужи од саме жлездице.
Биљка је дводома, ретко једнодома, са раздвојеним цветовима груписаним у макро и микростробиле. Макростробиле зелене, 2–3 mm у пречнику, по опрашивању љуспе срастају градећи бобичасту шишарку. Микростробиле 3-4 × 1,5 mm; микроспорофили 8-12, сваки са 3 или 4 антере. Цвета од средине марта до средине маја
Семе је у бобичастим шишаркама које сазревају од октобра до децембра прве године, када се и сакупљају. Рађа сваке године. Округле су или широко јајасте, бледозелене, у доба зрелости челичноплаве, испод плавичастог пепељка тамносмеђе или тамноплаве, мале, 4-6(-7) mm, са слатком пулпом. Од 1 kg бобичастих шишарица добија се око 100 g семена. У једном kg има око 38.000 шишарица.
Семе, 1-2 (3) у шишарки, јајасто округло, са зашиљеним врхом, у попречном пресеку ромбично и са оштрим ивицама са стране, жућкастосмеђе, глатко, са слабим сјајем, 3,5-4,2 mm дуго. Обилно рађа сваке 2-3. године. Од једног хектолитра шишарки добија се један килограм семена у коме има 90.000-120.000 зрна. Клијавост семена је веома променљива, од 20-90%, што зависи и од поступака око сакупљања и чишћења. Семе задржава способност клијања 2 године под обичним условима чувања.
Клијање надземно; клијавци са два котиледона, који су 8–15 mm дуги и 1-1,5 mm широки. Примарне иглице по две у пршљену, 10–12 mm дуге и око 1 mm широке. Касније иглице по 4 у пршљену, а на бочним гранчицама по 3. Котиледони одумиру прве године..

## Ареал
Вирџинијска клека има врло широк ареал. Расте у малом југоисточном делу Канаде, дуж границе према САД и у источном делу САД. Област простирања протеже се између 30° и 46° северне ширине и 65° и 95° западне дужине. То је део САД од Мексичког залива до иза Великих језера и између Атлантског океана и прерија западно од реке Мисисипи. На овој пространој површини она није подједнако заступљена. Најбоље њене шуме су у држави Тенеси. Природном проширавању доста доприносе птице, хранећи се бобичастим шишаркама, а са својим изметом семе далеко разносе (ендоорнитохорија).
Она се налази већином у мешавини са другим врстама дрвећа, четинарима и лишћарима (у зони кестена), ређе образујући чисте састојине. Поднебље овога дела Америке је разноврсно и креће се од правог континенталног у Канади и око Великих језера са сразмерно мало падавина, оштрим и дугим зимамa и жарким летима, па до блажег и под утицајем мора у јужном делу, са много падавина, знатно блажим зимама и донекле ублаженим летима. Tу се налазе предели са само 130 дана у години без мраза, али исто тако и они са 200, па и више што је довело до појаве климатских раса прилагођених месним поднебљима. Углавном је низијско дрво. Тек у јужном делу своје области распростирања допире и до 1000 m надморске висине, а изузетно, у држави Тенеси, и нешто више.

## Биоеколошке карактеристике
Врло скроман хелиофит који се задовољава и најсиромашнијим земљиштима, сувим и стеновитим, пешчаним, па и деградираним. На другој страни опет расте и на мочварним земљиштима као и у долинама, на хранљивом земљишту. Калцифилна је биљка, подноси pH до 8,5 што је доста ретко код четинара, али не избегава ни друге врсте подлога (серпентин). Зa најуспешије развој јoj највише одговара песковита глинуша, јако хумусна и влажна. 
Подноси и извесну заслањеност земљишта. Отпорна је према диму и гасовима. Слабо подноси пресађивање. Поједини аутори сматрају да је ова врста клеке отпорна на шумске пожаре
Ова клека расте споро. У Европи пати од снега и позних мразева. Није познато да има значајније штеточине и болести. У Америци је сматрају опасним суседом јабучарима јер је међудомаћин прелазне генерације гљиве Gymnosporangium juniperi-virginianae Schwein. (1822) која напада јабуку.

## Значај
Дрво се, нарочито док га је било много, употребљавало за израду оловака. Грађене су и куће, а употребљавано је за телеграфске и телефонске стубове и за градњу у води и у земљи, јер не трули лако. Дрво је ароматично, и истовремено репелент за инсекте. Због тога се сматра да су куће, грађене од њега, заштићене од стеница, а унутрашњост ормана заштићена од мољаца (Tineola bisselliella Hummel, 1823). Дрво је лако, специфична маса сувог дрвета је 0,710, са срчевином црвеносмеђе боје. Староседеоци Америке употребљавали су га за прављење лукова за стреле.
Одвар бобичастих шишарица је дијафоретик и еменагог као и код обичне клеке; четине су диуретик. Уље црвеног кедра користи се у припреми инсектицида. Гале гљиве Gymnosporangium juniperi-virginianae које се развијају на гранама користе се као антхелминтик.
Подноси орезивање; може се употребљавати и за живе ограде. Врло полиморфна, углавном декоративна врста; среће се по нашим парковима. Била је употребљена и на Делиблатском песку. У Украјини и у средњој Азији показала је добар успех; на неким теренима се природно подмлађује.
Вирџинијска клека је пренета у Европу 1664, а по некима још 1648. године. Има је по целој Европи већином по парковима. У Немачкој се налазе стабла која су 1951. године имала преко 150 година старости, а вршени су и шумарски огледи са подизањем култура. Велики број ових огледа је пропао, а други су дали слабе резултате. Један оглед се сматра успелим. То је оглед код Нирнберга, Фаберове фабрике оловака око 1880. године. После 40 до 45 година састојина је била висока до 14 m, а дебла пречника 10 до 15 cm.
Код нас половином 20. века Петровић наводи да постоји релативно велики број стабала вирџинијске клеке у Србији, а посебно у Војводини што је разумљиво пошто је ова клека погодна за алкална и заслањена земљишта, каквих је доста у Војводини. Она је на територији данашње Србије вероватно интродукована током XIX века, а половином XX описује се преко 200 стабала старости до 50 година, високих до 20 m и пречника преко 50 cm у зеленим просторима. Посебно се бројем и старошћу истичу групације у Новом Кнежевцу. У Београду Петровић их налази у Топчидеру, Мањежу и на Великом Калемегдану.
Даље, описује састојине подигнуте за потребе шумарства. Једна је као оглед на Делиблатској пешчари на месту Карлица, друга је код села Хајдучица у шуми истоименог државног имања, а трећа недалеко од села Војвода Степа у шуми Коштанац и у њој највише ове клеке у поређењу са осталим местима. Старост ових састојина је 62 године, а просечни прираст масе је око 1,5 m³, што је врло мало.
На основу пораста, прираста и кондиције анализираних стабала у зеленим просторима и огледним шумским културама, Петровић закључује да:
| „ | вирџинијска клека није дрво које би код нас у шумарству требало да игра какву значајну улогу. За паркове пак има пуног значаја. | ” |

У Делиблатској пешчари констатује се 2018. године присуство вирџинијске клеке у мањој мери, углавном у централном делу Пешчаре. што потврђује мишљење Петровића.

## Размножавање

### Генеративно размножавање
Основна форма размножава се семеном. Посејано семе прележи, па зато мора да се подвргне поступцима за убрзање клијавости. У Америци шишарке се три недеље замрзавају у леду. После тога, када се лед истопи и пулпа уклони, семе се посеје. Семе проклија и младе биљчице изникну после 35 дана сигурно и равномерно. За одвајање пулпе од семена шишарке се издробе, па се раздробљене шишарке измешају са пепелом (1:1) и оставе три недеље. После тога се семе лако издваја испирањем водом. После четворомесечне хладне стратификације исклија 76% зрна

### Вегетативно размножавање
Ожиљавање резница је 55-100% у лејама без грејања одоздо покривеним танком пластичном фолијом (0,02 mm) која належе на резнице, уз јаку засену изнад пластичне фолије. Ожиљују се у септембру или априлу, у супстрату тресета и песка (2:1 до 1:1) уз третман са NAA (50–100 mg/L) или IBA 0,8-2%. Огледи са температурним претретманима полузрелих резницама Juniperus virginiana 'Skyrocket' показују позитивне резултате. Резнице су биле на темперетурама 1, 5, 9, 13, 17, 20 и 25 °C једну, две или три недеље. После 8 недеља ожиљавање је у односу на контролу (68%) било у појединим случајевима веће за 26%
Клонови се калеме на основну форму бочним спајањем, у процеп или седласто током фебруара-марта. Као подлога Juniperus virginiana се употребљава за све клеке, а клон 'Skyrocket', као добар деблотворац, честа је подлога за калемљење жалосних и лоптастих форми великог броја клонова клека.

## Унутарврсни таксони
У природи се поред Juniperus virginiana L. var. virginiana јављају и два варијетета var. silicicola (Small) E. Murray и var. crebra Fern. et Griscom.
Var. silicicola (Small) E. Murray расте у приобаљу на пешчаним динама и осетљивији је на услове континенталне климе. Шишарке су 3–4 mm (мање од типичног варијетета), а микростробиле 4–5 mm (веће од типичног варијетета). Неки културни таксони су издвојени од овог варијетета, као тамнозелени стубасти клон ‘Brodie’.
J. virginiana var. crebra Fern. et Griscom је ускопирамидални, стубасти варијетет са растреситим гранама упереним у вис из североисточног дела САД. Највећи број клонова потиче од овог варијетета.
Културних унутарврсних таксона је преко 50, међу њима су и:
- 'Albospica'
- 'Aurea'
- 'Aurea Elegans'
- 'Aureospica'
- 'Boskoop Purple'
- 'Burkii'
- 'Canaertii'
- 'Chamberlaynii'
- 'Cinerascens'
- 'Cunninghamii'
- 'Cupressifolia'
- 'Deforest Green'
- 'Dumosa'
- 'Elegantissima'
- 'Fastigiata'
- 'Filifera'
- 'Glauca'
- 'Glauca Pendula'
- 'Globosa'
- 'Grey Owl'
- 'Hillii'
- 'Hill spire'
- 'Horizontalis'
- 'Humilis'
- 'Interrupta'
- 'Kobendzii'
- 'Kobold'
- 'Kosteri'
- 'Manhattan Blue'
- 'Monstrosa'
- 'Nana'
- 'Nana Compacta'
- 'Nana Nivea'
- 'Nutans'
- 'Pendula'
- 'Pendula Nana'
- 'Pendula Viridis'
- 'Plumosa Argentea'
- 'Plumosa Nivea'
- 'Polymorpha'
- 'Pseudocupressus'
- 'Pumila'
- 'Pyramidalis'
- 'Pyramidalis Glauca'
- 'Pyramidalis Viridis'
- 'Pyramidiformis'
- 'Reptans'
- 'Schottii'
- 'Sherwoodii'
- 'Silver Spreader'
- 'Skyrocket'
- 'Tabuliformis'
- 'Triomphe d' Angers'
- 'Tripartita'
- 'Tripartita Aureovariegata'
- 'Turicensis'
- 'Variegata'
- 'Variegata Aurea'
- 'Venusta'
- 'Versicolor'[20]: